# Desa Cikancana (administrativ by i Indonesien, lat -6,89, long 107,08)
Desa Cikancana är en administrativ by i Indonesien.   Den ligger i provinsen Jawa Barat, i den västra delen av landet, 80 km söder om huvudstaden Jakarta.